# Brewcaria marahuacae
Brewcaria marahuacae är en gräsväxtart som beskrevs av L.B.Sm., Steyerm. och Harold Ernest Robinson. Brewcaria marahuacae ingår i släktet Brewcaria och familjen Bromeliaceae. Inga underarter finns listade i Catalogue of Life.